# Луке (Північна Македонія)
Луке́ (мак. Луке) — село у Північній Македонії, входить до складу общини Крива Паланка Північно-Східного регіону.
Населення — 338 осіб (перепис 2002) в 128 господарствах.